# Kende (méltóság)
A kende vagy kündü magyar méltóság volt a kettős fejedelemség idején, a honfoglalás előtt, a főfejedelem és vallási vezető.
A tisztség létezéséről az arab Dzsajháni írásából tudunk, aki Ibn Rusztát idézi – Gardézi is hasonlót ír – a magyaroknak két királyuk van, az egyik névleges, akit nagyon tisztelnek, ez a kende, a másik a dzsula (gyula), aki a parancsokat osztja, a hadat vezeti és a tisztviselőket kinevezi.

## A kazárok kettős fejedelemsége
Ez a rendszer, a kettős fejedelemség, ami nagyon hasonlít a kazárok és a türkök szakrális kettős királyságára. Ibn Fadlán írja le a ceremóniát, ahogy a kagán – akinek a magyar kende szerepe megfelel – fogadja a valódi parancsokat osztogató, de sztyeppei szakralitással nem rendelkező társuralkodót, a kagán-béget – a magyar gyula megfelelőjét. A kagán nála még négy havonta megjelenik a nép előtt, de ha kilovagol, bár egész serege vele megy, de egy mérföld távolságon kívül, hogy senki se lássa. Ha mégis szembetalálkozik valakivel, akkor az arcra borul és addig nem emeli fel a fejét, amíg a kagán el nem haladt mellette. Egy későbbi időszakról Maszúdi már azt írja, hogy a kagán soha sem lovagol ki és sohasem találkozik a népével. Ibn Fadlánnál egyébként a kazárokkal kapcsolatban előfordul a kündü cím, méghozzá a kagán, és a kagán-bég utáni harmadik tisztségviselő, a kündü kagán címében. A negyedik tisztségviselő nála a dzsausigir volt.

## A magyarok kettős fejedelemsége
Róheim Géza feltételezte először, hogy kazár mintára a honfoglalás előtti magyarságnál is megvolt a szakrális kettős fejedelemség. Az általánosan elfogadott elképezlés szerint a kettős fejedelemséget a kazárok hozták létre. Az elmélet gyengéje, hogy ahol hasonló kettősséget ismerünk egy szakrális és egy tényleges uralkodó között (Meroving uralkodók-majordomusok, japán mikádó-sógun), ott az mindig egy történeti folyamat eredményeként alakult ki. A magyaroknál hasonló folyamatra nincsen adat. Az pedig valószínűtlen feltételezésnek tűnik, hogy a kazár kagán magához hasonló szakrális fejedelmet kreált volna a nyilvánvalóan alacsonyabb rendű uralkodónak tekintett magyarok egy vezetőjéből. A két vezér megléte kielégítően magyarázható azzal, hogy a honfoglaló magyarokat és kavarokat több, egymással egyenrangú fejedelem vezette, akik egymástól eltérő méltóságcímet kaptak a kazároktól. Ez magyarázatot ad arra a problémára is, miért nem lehet eldönteni, hogy a honfoglaláskor ki töltötte be a szakrális uralkodói pozíciót.

## Ki volt a kende?
Egyes hipotézisek szerint a honfoglaláskor Kurszán fejedelem viselte a szakrális kende méltóságát, ennek azonban súlyosan ellentmond az a tény, hogy Kurszán konkrét vezető szerepet játszott a nyugati hadjáratokban és Pannónia meghódításában. Őt olyan lakomára sem hívhatták volna a bajorok, ahol végül is 904-ben megölték.
Egy másik hipotézis szerint Álmos vezér lett volna a kende, és a kazár kagánéhoz hasonló szakrális gyilkosság áldozata lett, miután az ő kutjának elfogyta miatt kellett volna Etelközből a Kárpát-medencébe költözni. Őt viszont akkor inkább talán Etelközben ölték volna meg, nem a már sikeres honfoglalás után Erdélyben, amikor már a Dunáig birtokolták a magyarok a területet, a Dunántúl, azaz Pannónia elfoglalása azonban akkor szóba sem jött még, mert az a magyarokkal szövetséges Arnulf császár birtoka volt. Csak Arnulf 899-es halála után foglalta el Pannóniát Kurszán. Álmos pedig talán inkább egy dinasztikus belharc áldozata lett, amit a későbbi dinasztikus hagyomány néha meg szokott szépíteni.

## A kettős fejedelemség megszűnte
A 10. század közepén Bulcsú harka küldöttség élén Bizáncban járt, Bíborbanszületett Konstantin császár udvarában. Információkkal látta el a császárt a magyar viszonyokról, amit a császár ránk hagyományozott. Bulcsú elmondása szerint a magyarokat a fejedelem (görögül arkhón, nem említi a kende szót) kormányozza, aki mellett még van két kisebb rangú vezető, a magasabb rangú gyila és az alacsonyabb rangú karha (azaz harka). De nincs semmi jele annak, hogy ne a fejedelem kormányozna, azaz ekkorra már megszűnt a kettős fejedelemség. Az is Álmos és Árpád szakrális fejedelemsége ellen szól, hogy utódaiknak is kellett volna viselniük ezt a méltóságot minden bizonnyal, de ennek semmi nyoma.
Valaminek történnie kellett tehát valószínűleg a honfoglalás előtt. Róna-Tas András szerint ez talán inkább egy dinasztiaváltás volt, amit Levedi fejedelem története mesél el, az ő dinasztiájának letételével szűnhetett meg a magyar szakrális kettős fejedelemség, mert a szakralitást az új dinasztiának, az Árpád-háznak nem sikerült felépítenie. Levedi a kazár kagán rokona lehetett, aki pedig Isteminek, a Türk Birodalom társalapítójának a leszármazottja volt, a sztyeppei szakralitással rendelkező Asina-klán tagja. Azaz Levedi lehetett a kende, és talán Álmos a gyula, s ezért Álmosnak és Árpádnak volt hatalma megdönteni Levedit, de a szakrális fejedelemséget nem folytatták.
Akárcsak a gyula és a horka, a kende méltóság is személynévvé alakult. A magyar krónikák már így őrizték meg a hét vezér névsorában, téves olvasat folytán Kond alakban került be a köztudatba. A Kendék szeptember 25-én ünneplik névnapjukat.